# میکله پریسکو
میکله پریسکو (ایتالیایی: Michele Prisco) (زاده ۱۸ ژانویه ۱۹۲۰ در توره آنونزیاتا – درگذشته ۱۹ نوامبر ۲۰۰۳) رمان‌نویس، روزنامه‌نگار و منتقد اهل ایتالیا بود که در سال ۱۹۶۶ برنده جایزه استرگا شد. وی در رشته حقوق تحصیل نمود.